# Acartophthalmidae
Famille
Synonymes
- Acartophtalmidae (misspelling)[2]

Les Acartophthalmidae sont une famille de diptères muscomorphes.

## Liste des genres
Selon BioLib (27 avril 2019) :
- genre Acartophthalmus Czerny, 1902